# Blazing Skull
The Blazing Skull (Mark Anthony Todd) es un superhéroe ficticio en el universo de Marvel Cómics, creado durante la década de los treinta del SXX por Timely comics en la Golden Age of Comic Books. Su primera aparición fue en Mystic Comics # 5 (marzo de 1941), sus autores siguen siendo desconocidos aun hoy día.
Blazing Skull no debe confundirse con el Motorista Fantasma, el cual también es representado con una calavera llameante. Además, tampoco tiene nada que ver con el personaje Cráneo el Asesino (James Scully) que utilizó brevemente el alias "Blazing Skull."

## Publicación
Blazing Skull debutó en "The Story of Mark Todd", una historia de nueve páginas en 1941 en el que también aparecía Black Marvel y su compañero Terror. Siguió apareciendo en Mystic Comics hasta el número #9 (May 1941), menos en una historia("The Thing", in #8) que fue entintado por el gran Syd Shores.
Un duplicado de Blazing Skull aparece brevemente, junto con otros duplicados de Patriot, Fin, y el Angel de la Golden Age y Vision, para ayudar a los Avengers en The Avengers #97 (March 1972).
Blazing Skull ha protagonizado en la época actual una aventura, situada durante la Segunda Guerra Mundial, en Midnight Sons Unlimited #9 (May 1995). Casi diez años después, fue introducido en la continuidad moderna en la historia dividida en cuatro números llamada "Once an Invader" en The Avengers vol. 3, #82-84 (July-Sept. 2004) y en un número peculiar cuanto menos New Invaders #0 (Aug. 2004). Blazing Skull apareció en el número final, New Invaders #9 (June 2005).
Un personaje aparte, Jim Scully, también conocido como Cráneo el Asesino, fue presentado como un Blazing Skull que no tenía nada que ver con el original en Quasar #46 (May 1993), como parte de una tropa de asalto.

## Biografía ficticia
El corresponsal extranjero Mark Todd, asignado por su periódico para cubrir la segunda guerra sino-japonesa, es forzado a refugiarse en una cueva durante un bombardeo de la artillería japonesa. Dentro se encuentra con los Skull Men, una extraña raza con calaveras ardientes en vez de cabezas. Le comunican que ha sido elegido por las fuerzas del destino para ser el campeón de la libertad, le entrenarán, lo cual le otorgará habilidades tal como invulnerabilidad al fuego. Una vez su entrenamiento sea completo, vuelve a su hogar y motivado por el horror del nazismo, crea un uniforme con una máscara llameante (en honor a los Skull Men), tomando el nombre de "Blazing Skull". Conforme pasa el tiempo y como el maestro de los Skull Men le enseñó, gana en habilidad y consigue volverse invisible, tomando la apariencia de su maestro y dejando de utilizar la máscara.
Rápidamente, Todd se puso en contacto con un grupo de superhéroes, los Invasores, les ayudó a pelear contra Axis, salvando la vida de Namor. También ayudó al grupo durante el desembarco superheroico aliado por aire a una fortaleza nazi.
Cuando la guerra en Europa estaba próxima a acabar, Blazing Skull se unió con Union Jack y al Destroyer para derrotar a un grupo de espías en Inglaterra.
En las primeras historias, Mark Todd se muestra como fiscal del distrito. También se refieren en una historia como un "criminólogo amateur".  No fue hasta los 90 del SXX, con la retrocontinuidad en los Invasores que se estableció como un reportero de periódico, negando cualquier relación con un fiscal o criminólogo.

### Actualmente
Blazing Skull aparece en la época actual como un prisionero de terroristas de oriente medio, no habiendo envejecido durante el tiempo pasado debido a su factor de curación. Es liberado por el U.S. Agent, que lo recluta para hacer una versión actual de los invasores. Ha luchado en varias guerras en el pasado y en el presente como un superhéroe usando incluso diferentes nombres como Smoking Head durante los 60 del SXX.
Blazing Skull es reclutado por Fifty State Initiative para formar un grupo en Nueva Jersey de superhéroes llamados Defensores, junto con Hulka, Halcón Nocturno, y brevemente, Coloso.

## Poderes y Habilidades
Debido al entrenamiento de los Skull Men, Blazing Skull es inmune al fuego.  Posee fuerza sobrehumana, un factor curativo y la habilidad de volver invisible sus músculos, dándole una apariencia de esqueleto andante. Obtendrá la habilidad de generar y proyectar llamas.

## Enlaces
- Comics Nexus (Sept. 24, 2004): "Caught in the Nexus: Allan Jacobsen" (interview, New Invaders writer)
- Blazing Skull - Appearances in Publication Order

- Datos: Q2906321